# 白三烯C4合酶
白三烯C4合酶（英語：Leukotriene C4 synthase）是一种由人类基因LTC4S编码的酶。
该蛋白也简称为LTC4S（或称为谷胱苷肽S-转移酶II）是一种将白三烯A4和谷胱甘肽结合生成白三烯C4的合酶。它也是跨膜蛋白MAPEG家族的一员。